# 今夜星光燦爛 (1988年電影)
《今夜星光燦爛》（英語：Starry Is the Night）是1988年上映的一部香港電影，由許鞍華執導，林子祥、林青霞、吳大維主演。吳大維憑本片榮獲第8屆香港電影金像獎最有前途新人。

## 劇情
二十年前，大學生杜彩薇（林青霞 飾）與她的一位教授張英全（林子祥 飾）坠入爱河，沒想到他已經有了教授有妻子。二十年後，杜彩薇當上了一名社工，在澳门接觸了一個十幾歲的問題少年张天安（吳大維 饰）。在相處過程中，彩薇與天安愛上彼此，卻在因緣巧合下發現天安竟是她張英全的兒子......

## 角色
| 演員   | 角色   | 備註       |
| 林青霞 | 杜彩薇 | 社會工作者 |
| 吳大維 | 張天安 | 問題少年   |
| 林子祥 | 張英全 | 張天安之父 |
| 葉晨   | Vivian |            |
| 郭芷彤 |        |            |
| 爾冬陞 | 潘宗龍 |            |
| 潘迪華 |        | 杜彩薇母親 |
|        |        |            |
| 吳宇森 |        |            |
| 潘源良 |        |            |
| 吳靄儀 |        |            |

## 製作花絮
- 《今夜星光燦爛》於台灣上映時未能通過電檢，原因在於片中女主角在不知情的情況下，先後與兩父子擦出愛的火花，被認為有「亂倫畸戀」成份，恐有教壞青少年之嫌。台灣電檢方告知片商需將兩位男主角是父子關係的相關內容刪走，才准以普遍級上映。片方認為父子關係為重要情節，最終決定一刀不剪，以限制級上畫，亦即18歲以下人士不得進場觀看。[4]
- 電影中吳大維所飾演的角色張天安，導演許鞍華本來屬意邀請張國榮演出，但由於新藝城不放人，而監製徐楓又介紹了吳大維過來，最終便決定讓吳出演該角色[1]。

## 電影歌曲

### 主題曲
| 歌名           | 演唱者 | 作曲   | 填詞   |
| 〈故園風雪後〉 | 林子祥 | 林子祥 | 陳少琪 |

## 獎項
| 年份 | 頒獎典禮            | 獎項         | 名字                                                  | 結果 |
| ---- | ------------------- | ------------ | ----------------------------------------------------- | ---- |
| 1988 | 第25屆金馬獎        | 最佳導演     | 許鞍華                                                | 提名 |
| 1989 | 第8屆香港電影金像獎 | 最有前途新人 | 吳大維                                                | 獲獎 |
| 1989 | 第8屆香港電影金像獎 | 最佳美術指導 | 李仁港                                                | 提名 |
| 1989 | 第8屆香港電影金像獎 | 最佳電影歌曲 | 〈故園風雪後〉 主唱：林子祥 作曲：林子祥 填詞：陳少琪 | 提名 |

## 外部連結
- 香港影庫上《今夜星光燦爛》的資料（繁體中文）
- 開眼電影網上《今夜星光燦爛》的資料（繁體中文）
- 时光网上《今夜星光燦爛》的資料（简体中文）
- 豆瓣电影上《今夜星光燦爛》的資料 （简体中文）
- AllMovie上《今夜星光燦爛》的资料（英文）
- 互联网电影数据库（IMDb）上《今夜星光燦爛》的资料（英文）